# Aleksei Budõlin
Aleksei Budõlin, född den 5 april 1976 i Tallinn, Estland, är en estnisk judoutövare.
Han tog OS-brons i herrarnas halv mellanvikt i samband med de olympiska judotävlingarna 2000 i Sydney.